# Paraguay op de Olympische Zomerspelen 1968
Paraguay debuteerde op de Olympische Zomerspelen tijdens de Olympische Zomerspelen 1968 in Mexico-Stad, Mexico. De eerste deelname was zeer bescheiden, het land vaardigde een schermer, Rodolfo da Ponte af. Hij streed op floret, maar wist geen medaille te behalen.

## Deelnemers en resultaten
(m) = mannen, (v) = vrouwen 

### Schermen
| Olympiër         | Discipline | Resultaat | Prestatie                                                                                                   |
| ---------------- | ---------- | --------- | --- |
| Rodolfo da Ponte | floret (m) | 57e       | 1ste ronde groep H: 6de V van AUT Losert V van FRA Revenu V van AUS Hobby V van USA Checkes V van LIB Ayoub |

Afghanistan · Algerije · Amerikaanse Maagdeneilanden · Argentinië · Australië · Bahama's · Barbados · België · Bermuda · Birma · Bolivia · Bondsrepubliek Duitsland · Brazilië · Brits-Honduras · Bulgarije · Canada · Centraal-Afrikaanse Republiek · Ceylon · Chili · Colombia · Congo-Kinshasa · Costa Rica · Cuba · Denemarken · Dominicaanse Republiek · Duitse Democratische Republiek · Ecuador · El Salvador · Ethiopië · Fiji · Filipijnen · Finland · Frankrijk · Ghana · Griekenland · Groot-Brittannië · Guatemala · Guinee · Guyana · Honduras · Hongarije · Hongkong · Ierland · IJsland · India · Indonesië · Irak · Iran · Israël · Italië · Ivoorkust · Jamaica · Japan · Joegoslavië · Kameroen · Kenia · Koeweit · Libanon · Libië · Liechtenstein · Luxemburg · Madagaskar · Maleisië · Mali · Malta · Marokko · Mexico · Monaco · Mongolië · Nederland · Nederlandse Antillen · Nicaragua · Nieuw-Zeeland · Niger · Nigeria · Noorwegen · Oeganda · Oostenrijk · Pakistan · Panama · Paraguay · Peru · Polen · Portugal · Puerto Rico · Roemenië · San Marino · Senegal · Sierra Leone · Singapore · Soedan · Sovjet-Unie · Spanje · Suriname · Syrië · Taiwan · Tanzania · Thailand · Trinidad en Tobago · Tunesië · Turkije · Tsjaad · Tsjecho-Slowakije · Uruguay · Venezuela · Verenigde Arabische Republiek · Verenigde Staten · Vietnam · Zambia · Zuid-Korea · Zweden · Zwitserland